# محافظة سانتو دومينغو
محافظة سانتو دومينغو (بالإسبانية: Provincia de Santo Domingo)‏ هي محافظة في جمهورية الدومينيكان، بلغ عدد سكانها 2,374,370  نسمة وذلك حسب إحصائيات سنة 2010، عاصمتها بلدية سانتو دومينغو ايست ‏، تبلغ مساحتها 1,302.2 كيلومتر مربع.

## مدن توأم
المدن التوأم:
- قصرش.